# .tg
.tg là tên miền quốc gia cấp cao nhất (ccTLD) của Togo.
Trong khi rõ ràng không có hạn chế đối với người đăng ký tên miền, nó vẫn không được dùng nhiều ngoài Togo.
Đến năm 2007, không có tính năng đăng ký trực tuyến và bảo trì tên miền ở trang nhà đăng ký, mặc dù khả năng whois theo web vẫn có.
Trang đăng ký bằng tiếng Pháp và không hề có tiếng Anh.